# Prelatura territorial de Caravelí
La prelatura territorial de Caravelí (en latín: Praelatura Territorialis Caraveliensis) es una circunscripción eclesiástica de la Iglesia católica en Perú. Se trata de una prelatura territorial latina, sufragánea de la arquidiócesis de Ayacucho. Desde el 1 de julio de 2024 es sede vacante y su administrador apostólico es Ricardo Augusto Rodríguez Álvarez.

## Territorio y organización
La prelatura territorial tiene 30 000 km² y extiende su jurisdicción sobre los fieles católicos de rito latino residentes en el departamento de Ayacucho en las provincias de Parinacochas y Páucar del Sara Sara y parte de la provincia de Lucanas. Comprende también la provincia de Caravelí en el departamento de Arequipa.
La sede de la prelatura territorial se encuentra en la ciudad de Caravelí, en donde se halla la Catedral de San Pedro Apóstol.
En 2021 en la prelatura territorial existían 23 parroquias.

## Historia
La prelatura territorial fue erigida el 21 de noviembre de 1957 con la bula Quasi mater dulcissima del papa Pío XII, obteniendo el territorio de la arquidiócesis de Arequipa y de la diócesis de Ayacucho (hoy arquidiócesis). Originalmente era sufragánea de la arquidiócesis de Arequipa.
Dado que la prelatura padecía escasez de sacerdotes tras su erección, en 1961 el obispo Kaiser Depel fundó los Misioneros de Jesús Verbo y Víctima, que se dedicaron a la acción pastoral en zonas donde faltaban sacerdotes estables.
El 5 de junio de 1962 cedió una porción de su territorio para la erección de la prelatura territorial de Chuquibamba mediante la bula Christi caritas del papa Juan XXIII.
El 30 de junio de 1966 pasó a formar parte de la provincia eclesiástica de Ayacucho.

## Estadísticas
Según el Anuario Pontificio 2022 la prelatura territorial tenía a fines de 2021 un total de 137 530 fieles bautizados.
| Año                                                                             | Población            | Población | Población      | Sacerdotes | Sacerdotes    | Sacerdotes    | Bautizados por sacerdote | Diáconos permanentes | Religiosos | Religiosos | Parroquias |
| Año                                                                             | Bautizados católicos | Total     | % de católicos | Total      | Clero secular | Clero regular | Bautizados por sacerdote | Diáconos permanentes | Varones    | Mujeres    | Parroquias |
| ------------------------------------------------------------------------------- | -------------------- | --------- | -------------- | ---------- | ------------- | ------------- | ------------------------ | -------------------- | ---------- | ---------- | ---------- |
| 1966                                                                            | 161 000              | 161 000   | 100.0          | 22         | 9             | 13            | 7318                     |                      | 13         | 26         | 22         |
| 1970                                                                            | 122 130              | 122 130   | 100.0          | 21         | 10            | 11            | 5815                     |                      | 12         | 49         | 23         |
| 1976                                                                            | 102 000              | 105 000   | 97.1           | 16         | 5             | 11            | 6375                     |                      | 14         | 69         | 22         |
| 1980                                                                            | 112 000              | 118 000   | 94.9           | 15         | 4             | 11            | 7466                     |                      | 13         | 38         | 22         |
| 1990                                                                            | 141 000              | 148 000   | 95.3           | 15         | 5             | 10            | 9400                     |                      | 10         | 41         | 22         |
| 1999                                                                            | 160 000              | 175 000   | 91.4           | 7          | 3             | 4             | 22 857                   |                      | 6          | 59         | 22         |
| 2000                                                                            | 162 000              | 178 000   | 91.0           | 8          | 4             | 4             | 20 250                   |                      | 9          | 93         | 22         |
| 2001                                                                            | 105 000              | 113 640   | 92.4           | 12         | 5             | 7             | 8750                     |                      | 11         | 52         | 26         |
| 2002                                                                            | 105 000              | 115 000   | 91.3           | 15         | 7             | 8             | 7000                     |                      | 9          | 65         | 22         |
| 2003                                                                            | 105 000              | 115 000   | 91.3           | 14         | 7             | 7             | 7500                     |                      | 11         | 92         | 22         |
| 2004                                                                            | 105 000              | 115 000   | 91.3           | 14         | 7             | 7             | 7500                     |                      | 10         | 52         | 22         |
| 2013                                                                            | 117 712              | 140 912   | 83.5           | 14         | 9             | 5             | 8408                     |                      | 9          | 51         | 22         |
| 2016                                                                            | 125 368              | 144 178   | 87.0           | 21         | 17            | 4             | 5969                     |                      | 6          | 61         | 22         |
| 2019                                                                            | 133 470              | 140 700   | 94.9           | 19         | 15            | 4             | 7024                     |                      | 5          | 55         | 22         |
| 2021                                                                            | 137 530              | 145 000   | 94.8           | 19         | 15            | 4             | 7238                     |                      | 5          | 57         | 23         |
| Fuente: Catholic-Hierarchy, que a su vez toma los datos del Anuario Pontificio. |                      |           |                |            |               |               |                          |                      |            |            |            |

## Episcopologio
- Friedrich Kaiser Depel, M.S.C. † (21 de noviembre de 1957-25 de mayo de 1971 renunció)
  - Sede vacante (1971-1983)
- Bernhard Franz Kühnel Langer, M.S.C. (26 de enero de 1983-18 de junio de 2005 retirado)
- Juan Carlos Vera Plasencia, M.S.C. (18 de junio de 2005-16 de julio de 2014 nombrado ordinario militar del Perú)
  - Sede vacante (2014-2017)
- Reinhold Nann (27 de mayo de 2017-1 de julio de 2024 renunció)